# Biblioteca Florentino Ameghino
La Biblioteca Florentino Ameghino es la biblioteca del Museo de La Plata de la Universidad Nacional de La Plata, consta de dos sedes, una ubicada en el Museo y otra en el predio de la Facultad de Ciencias Naturales y Museo. Creada el 19 de septiembre de 1884, desde 1996 lleva el nombre del naturalista argentino Florentino Ameghino.

## Historia

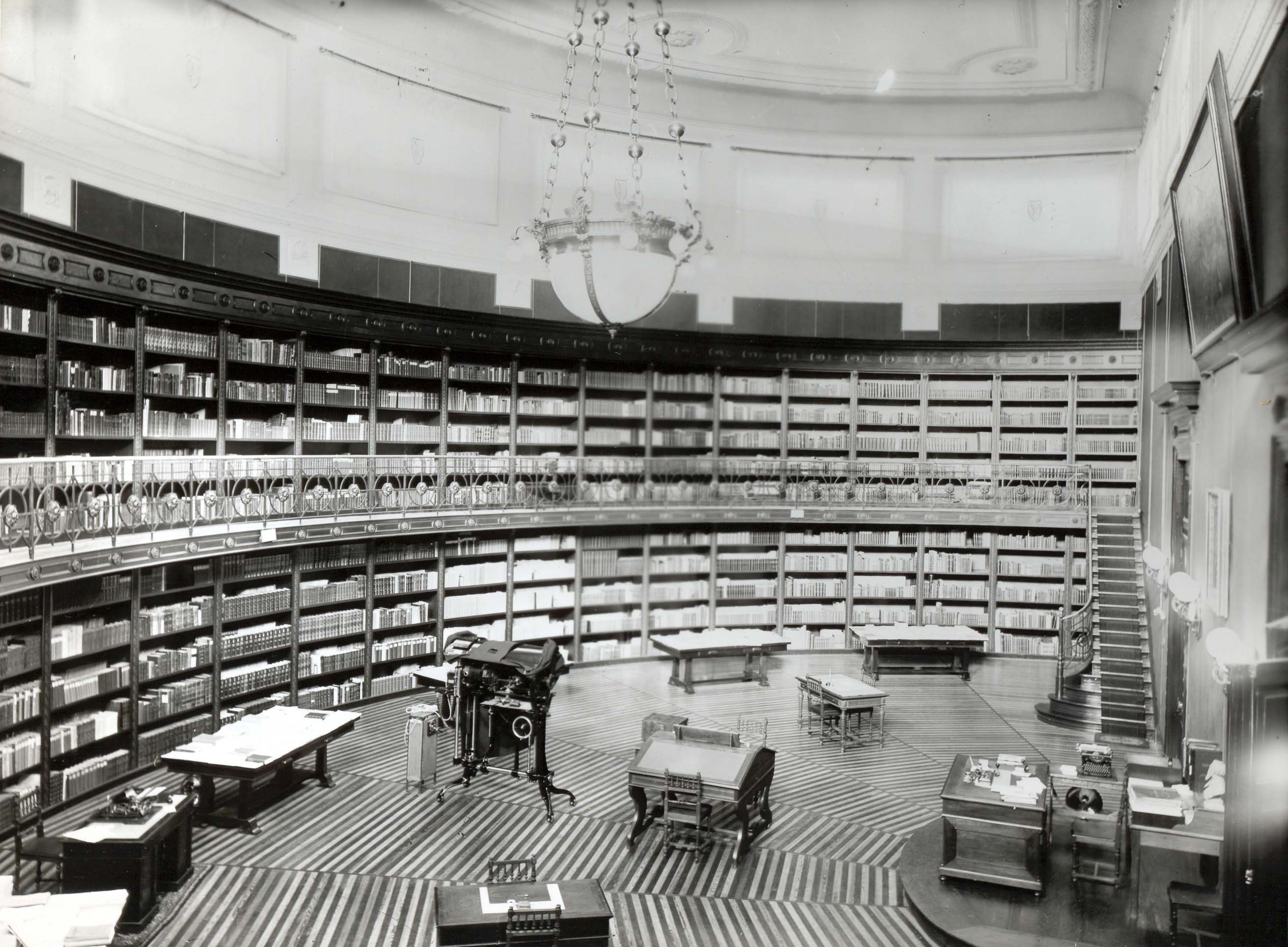
La Biblioteca Florentino Ameghino fue creada en 1884 como Biblioteca del Museo de Ciencias Naturales de La Plata, Argentina

La Biblioteca fue creada el 19 de septiembre de 1884 mediante un decreto que nombraba a Francisco Pascasio Moreno como director y se establecía la incorporación de la biblioteca pública provincial al Museo de La Plata. En aquel entonces, también fue anexo de la biblioteca el depósito de publicaciones oficiales de la provincia de Buenos Aires.
El catálogo se inauguró con la donación de la biblioteca personal de Moreno –a la sazón, director de ambas bibliotecas y el Museo–, que contaba con más de 2000 volúmenes sobre antropología, arqueología, arte americano, historia, paleontología, geología, zoología, divulgación científica y viajes de exploración, muchos de ellos comprados en librerías europeas.
En sus primeros años, la biblioteca no fue especializada en Ciencias Naturales. Tal es así que en 1885 se compró la hemeroteca de Antonio Zinny, con más de 3700 ejemplares y la colección de Nicolás Avellaneda, que constaba de 5600 volúmenes. Además, formaban parte de los anaqueles de la biblioteca publicaciones oficiales de la provincia, la Revista del Archivo y la Revista de la Biblioteca. Con la convicción de aumentar el tamaño de la biblioteca provincial y la del Museo, Moreno solicitó a los gobiernos nacionales y provinciales la exención de impuestos para la compra de libros en Europa y listados de proveedores. Se recibieron también las donaciones de Juan Manuel Ortiz de Rozas, Mauricio Mayer y la Biblioteca de San Fernando.  En enero de 1887 se separó la biblioteca pública provincial de la del Museo, que ahora pasó a especializarse en los campos disciplinares que se investigaban en la institución.
Junto con la apertura al público del Museo, en 1888, se nombró a Víctor Grau-Bassas como el primer bibliotecario de la biblioteca. Es de destacar que durante los últimos años de la década de 1880 la tendencia en la compra de bibliografía y las políticas institucionales para el aumento del volumen de las series bibliográficas estuvieron emparejadas con la línea del Museo que fomentaba la consolidación de las colecciones paleontológicas y zoológicas. Estas estrategias incluyeron, por ejemplo, la compra por intermedio de representantes (principalmente en la ciudad de Buenos Aires) y el canje con librerías que distribuían, desde 1890, las publicaciones del Museo (Revista del Museo de La Plata y Anales del Museo de La Plata), así como también vías de circulación de carácter más informal, como los vínculos de los encargados de origen extranjero de las secciones de la institución, contratados a partir de 1895.
Durante los años siguientes, la biblioteca transitó un rápido crecimiento. En 1896, con más de 10 000 volúmenes, tuvo su primer catálogo. En 1906, año en que se dio la incorporación del Museo a la recién creada Universidad Nacional de La Plata, la suma alcanzaba los 23 770 ejemplares. También se recibieron donaciones, como la biblioteca de Samuel Lafone Quevedo, Luis María Torres, Carlos Bruch, Joaquín Frenguelli, entre otros. Durante la dirección de Luis María Torres, se prestó especial atención a las publicaciones recibidas como a las producidas en el Museo, duplicándose el volumen de la biblioteca.
La falta de continuidad en las políticas institucionales afectó a las publicaciones del Museo. Junto con la falta de asignaciones presupuestarias para la compra de bibliografía, esto impactó en la biblioteca, que contaba con las diferentes publicaciones propias para el canje de obras y que evidenció una merma en la adquisición de revistas y libros científicos provenientes del exterior de Argentina.
Actualmente, la biblioteca depende de la Secretaría Académica de la Facultad de Ciencias Naturales y Museo y está representada en la Comisión de Publicaciones y Biblioteca que asesora al Consejo Directivo de dicha Casa de Estudios. Además, el presupuesto de la biblioteca depende del presupuesto destinado a la Facultad.

## Cronología de bibliotecarios responsables[13][14]
| Grau-Bassas, Víctor              | 1889-1891       |
| Passini, F. F.                   | 1890            |
| Interinatos                      | 1891-1897       |
| Illin, Nicolás                   | 1897            |
| Guggi, Adolfo                    | 1898 -1903      |
| Cattani, Rafael                  | 1903-1906       |
| Outes, Félix F.                  | 1906            |
| Mársico, Domingo De              | 1906 -1909      |
| Loyola, C. J.                    | 1906-1921       |
| Heredia, Carlos E.               | 1913            |
| Torres, Luis María               | 1920-1932       |
| Sporleder de Grondona, Leonor A. | 1931-1945       |
| Abbiatti, Delia                  | 1947-1950       |
| Costa Álvarez de Sapin, Azul     | 1950-1951       |
| Abbiatti, Delia                  | 1956-1959       |
| Lanussol, Lilia                  | 1959-1960       |
| Pessacq, Luciano César           | 1961-1979       |
| Lagún, Martha                    | 1980-1989       |
| Andreoli, María Luisa            | 1989-2002       |
| Miguel, Sandra                   | 2002-2012       |
| Bidart, Susana                   | 2012-2013       |
| Malosetti, Laura                 | 2013-2015       |
| Bidart, Susana                   | 2015-2017       |
| Hidalgo, Mónica                  | 2017-Actualidad |

## Ubicación

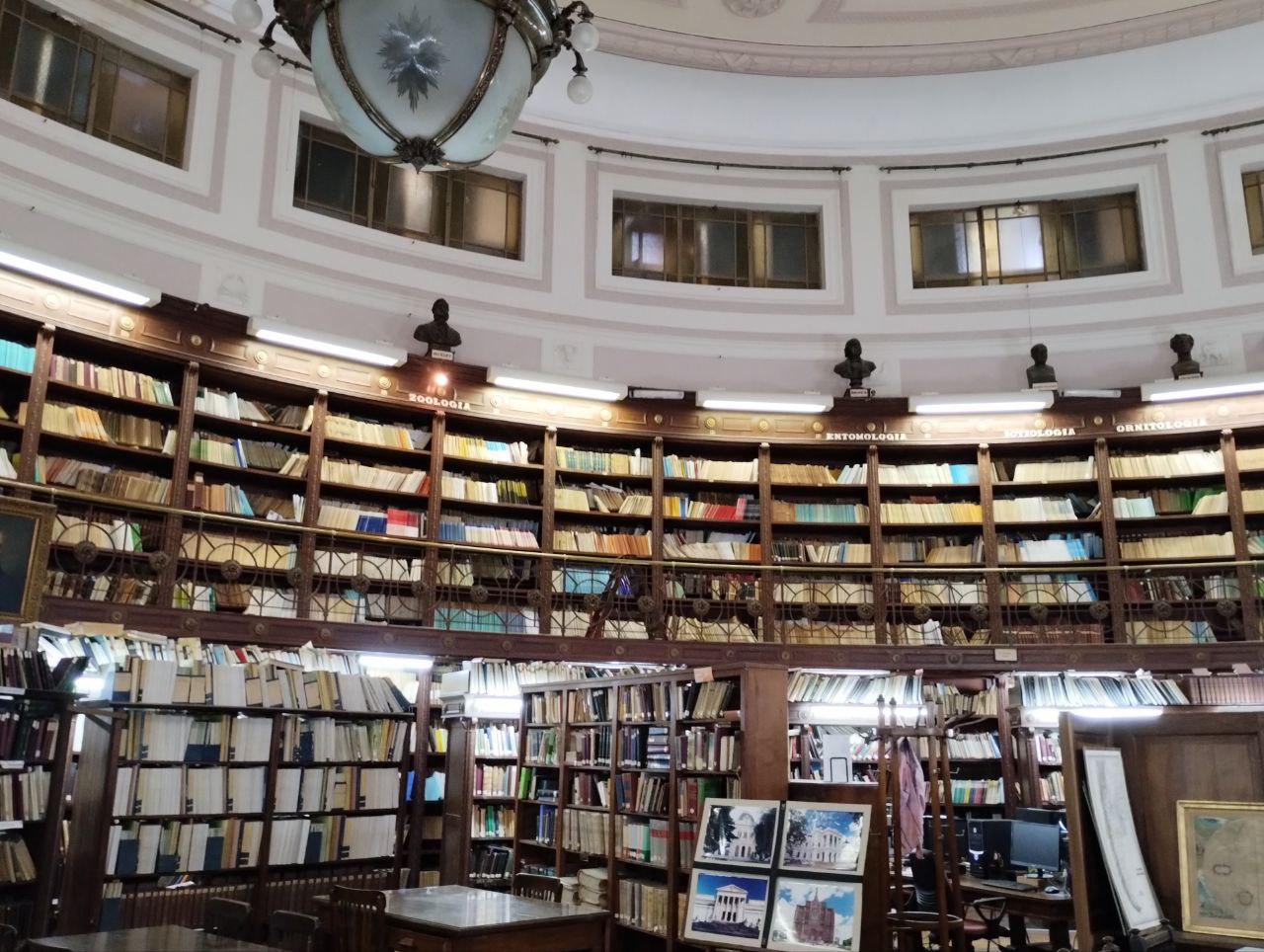
La sede Museo de la Biblioteca actualmente.

La primera ubicación de la biblioteca del Museo fue en la planta alta del mismo, donde actualmente se encuentra la Sala de Etnografía. En 1920, el entonces director del Museo, Luis María Torres, la trasladó a lo que era el anfiteatro, destinando, además, siete locales auxiliares para el depósito de material. El nuevo espacio conserva parte del mobiliario original, con una araña de bronce florentino y ocho luces exteriores cuya fundición se realizó en los talleres del ferrocarril y que tiene un peso de aproximadamente 600 kilos. El piso de pinotea dispuesto radialmente en dos tonalidades, junto con los balcones de hierro y bronce que rodean las estanterías generan un ambiente cálido y propicio para el estudio. Por sobre las estanterías, pueden observarse los bustos de los naturalistas Carl von Linnaeus, Alexander von Humboldt, Thomas H. Huxley, Paul Broca, Augustin Saint Hilaire, George Cuvier y Georges Luis L. Buffon. Asimismo, la decoración se acompaña de tres obras de arte al óleo: un retrato de Florentino Ameghino realizado por el argentino Antonio Alice (1886-1943), Cataratas del Iguazú de 1892 del pincel del suizo Adolfo Methfessel (1836- 1909) y La muerte del gaucho matrero de 1886 del artista francés Marie-Gabriel Biessy (1854-1935).
En 2004, la Universidad Nacional de La Plata lanzó el Plan de Obras 2004-2010, en donde se proyectó un espacio para el alojamiento de una nueva sede de la Biblioteca Florentino Ameghino en el predio de la Facultad de Ciencias Naturales y Museo. Así, la inauguración del edificio en 2009 habilitó la segunda de las dos sedes en las que la biblioteca funciona.
Esta incorporación permitió desdoblar las colecciones, acercando además el material bibliográfico a los estudiantes de grado que ya no cursan en el Museo sino en el edificio de la Facultad. En la sede Museo se encuentran las colecciones especializadas, principalmente orientadas a la investigación y la docencia. En la sede Facultad se encuentran los textos de uso frecuente y consulta en el grado académico.

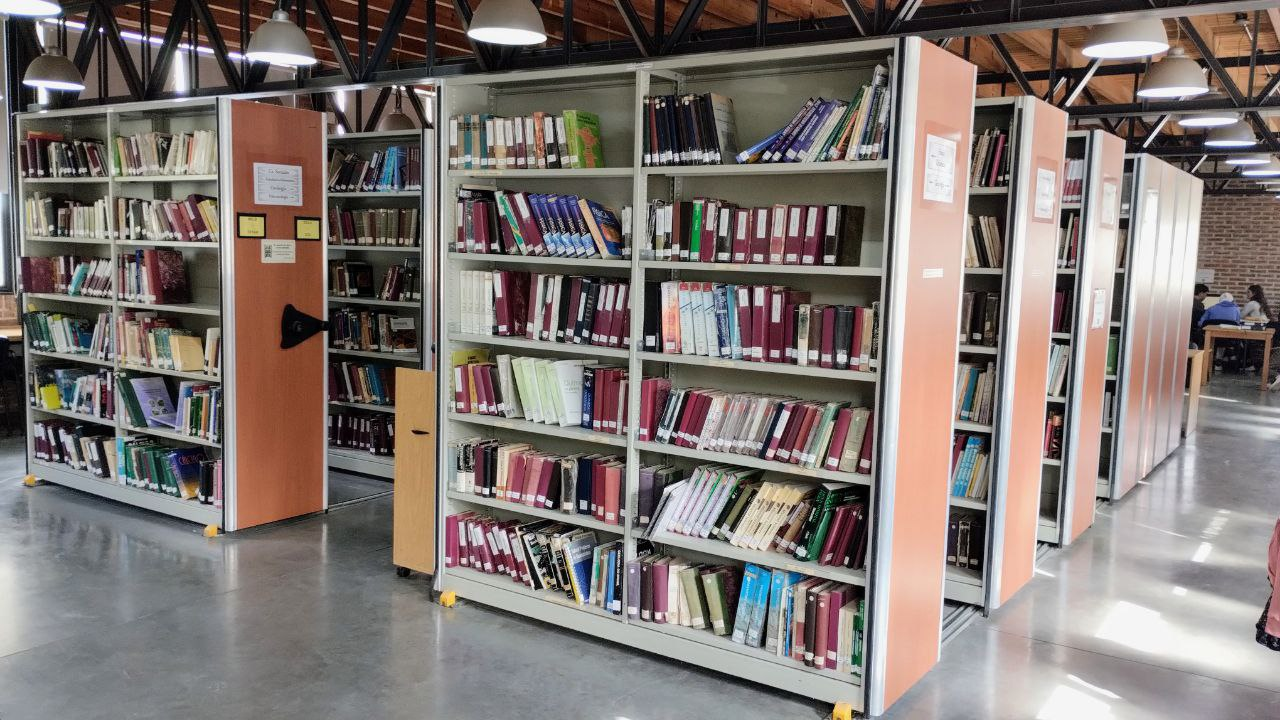
Sede Facultad de la Biblioteca Florentino Ameghino.

Considerando las dos sedes, la superficie total de la biblioteca es de 900 metros cuadrados, de los cuales 210 corresponden al área de consulta por los usuarios, 96 al personal y 548 a las colecciones. Cuenta con 94 plazas de lectura y acceso a internet.

## Catálogo y colecciones
Como se mencionó anteriormente, el catálogo de la biblioteca se incrementó por compras, donaciones de investigadores del Museo y sus familias y canjes con otras instituciones. Entre las donaciones más importantes están las de Roberto Dabbene, Augusto C. Scala, Samuel A. Lafone Quevedo, Enrique Fossa Mancini, Benjamín Muñiz Barreto, Joaquín Frenguelli y Carlos Spegazzini.
En 1994 se puso en marcha el proceso de digitalización de sus catálogos. En 1996 la biblioteca incorporó el primer catálogo de acceso público en línea (OPAC) y al año siguiente se agregó un sistema informatizado de circulación. A partir de un subsidio del Fondo para el Mejoramiento de la Calidad Universitaria, a partir de 1998 se potenciaron las vías para ampliar la «infraestructura tecnológica, contar con el servicio de Internet, perfeccionar los medios de comunicación y difusión institucional a través del desarrollo de su primera página web, formar al personal y educar a los usuarios en el uso de las nuevas herramientas tecnológicas de registro y acceso a la información y al conocimiento».
Para 2018, el catálogo ya utilizaba el sistema integrado de gestión bibliotecaria PMB e incluía 53 211 libros, monografías y tesis; 4534 revistas; 13. 725 documentos digitales; 568 revistas electrónicas y 127 libros electrónicos.

### Repositorio Naturalis
La Facultad de Ciencias Naturales y Museo cuenta con un repositorio institucional llamado Naturalis. El mismo se encuentra a cargo de la Biblioteca Florentino Ameghino y cuenta con la participación de las Secretarías de Investigación y Transferencia y de Postgrado de la Facultad. Se encuentra desarrollado sobre herramientas de software libre y gratuito.
El repositorio tiene los siguientes objetivos:
- Reunir, registrar, difundir, dar acceso y preservar la producción académico-científico de los miembros de la comunidad académica y científica de la Facultad.
- Facilitar la localización y el acceso a los documentos académicos y científicos desarrollados en el ámbito de las Cátedras y Unidades de Investigación (Divisiones Científicas, Centros e Institutos de Investigación, Laboratorios, etc.) de la Facultad.
- Contribuir a dar visibilidad local, nacional e internacional a los resultados de investigación científica y técnica de los investigadores, becarios, tesistas, etc. que desarrollan su actividad en el ámbito de la Facultad.
- Constituir una fuente de información para actividades de diagnóstico y prospección acerca de la investigación que se desarrolla en la institución.

Las obras contenidas en el repositorio tienen diferentes modalidades de acceso: texto completo digital (acceso libre), texto completo impreso, acceso restringido y referencia bibliográfica.

## Los talleres y las publicaciones del Museo
La necesidad de incrementar el volumen de la biblioteca en materia de obras actualizadas que contribuyesen a la clasificación de las colecciones de material albergadas en el Museo se veía obturada por los elevados precios y el presupuesto de la institución. Por este motivo, el director, Francisco Moreno, consideró imperiosa la creación de una publicación propia para realizar canjes de bibliografía con instituciones extranjeras y fortalecer el carácter científico de la biblioteca. Ya en 1888 Moreno mencionaba que prontamente verían la luz los primeros números de los Anales y la Revista del Museo, pero que por entonces se estaban realizando las ilustraciones que los acompañarían; además, desde 1885 se había montado un gabinete fotográfico en el Museo, destinado a la obtención de planchas para los Anales.
Las publicaciones, por otra parte, portaban, visibilizaban y difundían las investigaciones que se realizaban en el nuevo Museo. En ese sentido, para la novel institución y su director, era necesario el inicio de una política editorial para ubicarla en el contexto de instituciones vinculadas a las ciencias naturales y antropológicas. 
Dada la calidad de las obras que Moreno pretendía producir, en abril de 1890 se instaló una imprenta en el edificio del Museo, que tuvo como una de sus primeras producciones al primer número de la Revista del Museo. Cabe indicar que el taller se financió con fondos particulares de su director y que al año siguiente, mediante la Ley Provincial 2398, el Gobierno de la Provincia de Buenos Aires autorizó la adquisición de la imprenta y el reembolso a Moreno. Además, se anexaron la litografía del Departamento de Ingenieros y la imprenta del Banco de la Provincia; disponiendo también que las impresiones y encuadernaciones que requieran las reparticiones del Estado debían hacerse en los talleres del Museo. La Ley Provincial 2488 de funcionamiento del Museo decreta que el Gobierno provincial pagaría al Museo solo el costo de la impresión, pero se le autorizaba a la realización de trabajos a terceros. Los ingresos de la imprenta, señala el decreto convalidado por la mencionada Ley, servirían a la institución para "1, a costear su personal y gastos; 2, las publicaciones del Museo; 3, el aumento y estudio de sus colecciones y progreso de su biblioteca; 4, las exploraciones ya iniciadas en el territorio de la República”.
Entre 1890 y 1905 se imprimieron en los talleres 21 partes de los Anales y 11 volúmenes de la Revista del Museo, además de los trabajos para dependencias del Estado y terceros.
El 19 de septiembre de 1905 se aprobó, bajo la Ley 4699, el convenio en donde la Provincia de Buenos Aires cedía una serie de bienes para el establecimiento de la nueva Universidad Nacional de La Plata. Entre estos bienes, estaba el edificio del Museo, junto con sus instalaciones, colecciones y muebles, pero con la aclaración de que los talleres gráficos serían conservados por el Estado Provincial. Esta situación resulta notoria, considerando el rol que cumplían los talleres para el Museo, tanto en términos económicos como académicos, y la especial atención que el mismo Joaquín V. González le prestara al hecho de que la institución contara con los medios para la "exteriorización de su labor científica", que los talleres podían ser propicios también para los fines educativos y que las publicaciones realizadas allí alimentaban a la Biblioteca a través del canje bibliográfico. Asimismo, en la presentación que realizó sobre las ideas generales de la nueva universidad al gobernador de la Provincia de Buenos Aires, Marcelino Ugarte, González consideró que los Anales del Museo, junto con el Anuario del Observatorio, eran un ejemplo a seguir en lo que respecta a las publicaciones de las dependencias de la universidad.
A lo largo de la historia del Museo, muchas fueron las publicaciones que mostraron sus investigaciones, se orientaron a la extensión universitaria o circularon memorias:
- Boletín del Museo de La Plata (1884-1889)
- Anales del Museo de La Plata (1890-1953)
- Revista del Museo de La Plata (1890-actualidad)
- Notas Preliminares (1931-1934)
- Notas del Museo de La Plata (1935-1963)
- Serie Oficial (1935-1945)
- Tesis Doctorales (1940-1945)
- Obra del Cincuentenario (1935-1937)
- Biblioteca de Difusión Científica (1907-1918)
- Publicaciones Didácticas y de Divulgación Científica (1938-1945)
- Serie Técnica y Didáctica (1949)
- Novedades del Museo de La Plata (1981-?)
- Revista Museo (1993-actualidad), publicada por la Fundación Museo de La Plata, Francisco Pascasio Moreno.

## Servicios
Los servicios que brinda la biblioteca se vieron potenciados por el proceso de digitalización de los catálogos e informatización de la misma. Hoy en día, los servicios incluyen:
- Préstamo a domicilio mediante la creación de una cuenta de usuario.[25][26]
- Consulta de material en sala.[27]
- Sala de lectura y computadoras para uso académico.
- Referencias y búsquedas especiales.
- Préstamo interbibliotecario entre bibliotecas de la Universidad Nacional de La Plata.
- Acceso a la biblioteca electrónica del Ministerio de Ciencia, Tecnología e Innovación de la República Argentina.[28][29]
- Cursos de formación para la búsqueda y gestión bibliográfica e instructivos.[30][31]
- Newsletter por email y redes sociales.

### Consulta en sala
En la actualidad el servicio de consulta en sala de los materiales bibliográficos de la Biblioteca está abierto a cualquier persona, tenga o no vinculación con la Facultad.